# Szegedi Szimfonikus Zenekar
A Szegedi Szimfonikus Zenekar a Dél-alföld legjelentősebb zeneművészeti együttese.

## Előtörténete
A városi zenekar története a XVIII. századra nyúlik vissza. Mai értelemben vett szimfonikus zenekarként a XIX. század végétől több-kevesebb megszakítással működik különböző szervezeti keretekben és elnevezésekkel. Az együttes élén a II. világháború végéig egy évtizeden át a fiatal Fricsay Ferenc állt, és ezekben az években olyan nagyságok is megfordultak karmesteri pódiumán, mint Willem Mengelberg, Erich Kleiber, vagy az operáját dirigáló Pietro Mascagni.

## Története, tevékenysége
Szegedi Szimfonikus Zenekar néven a legendás karmester és zeneszerző, Vaszy Viktor 1969-ben önálló intézménnyé szervezte az együttest, amely a helyi koncertélet bázisa és emellett folyamatos szereplője a nemzetközi pódiumoknak. E zenekar jelenti az operajátszás alapját az ország második legnagyobb operatársulatánál, a Szegedi Nemzeti Színházban. Az új szervezeti keret nyújtotta lehetőségekkel élve a zenekar az operai feladatok magas szintű ellátásán túl – elsősorban vezető karmesterei munkája révén – jelentős koncertzenekarrá fejlődött. Az alapító-karnagyot követve 1975-től Pál Tamás, 1983-tól Oberfrank Géza, 1989-től egy rövid időre ismét Pál Tamás, majd 1991-től 1999-ig Acél Ervin állt a zenekar élén. 1999-től 2008-ig az együttes igazgató karmestere Gyüdi Sándor volt, majd 2008-ban, a Szegedi Nemzeti Színház főigazgatójává történt kinevezésekor az intézményvezetői és a szakmai vezetői megbízatás kettévált: a zenekar igazgatója Baross Gábor, majd 2013-2018 között Lukácsházi Győző lett. Ebben az időszakban Gyüdi Sándor vezető karmester és művészeti vezető volt. 2018-tól újra Gyüdi Sándor a zenekar igazgató karmestere.
Vezető karmesterein kívül mindig is jelentős vendégművészek álltak a zenekar karmesteri dobogóján (Lamberto Gardelli, Carlo Zecchi, Roberto Benzi, Karl Richter, Libor Pešek, Dimitrij Kitajenko, Renato Palumbo, Günter Neuhold, Ferencsik János, Kórodi András, Erdélyi Miklós, Gárdián Gábor, Lukács Ervin, Fürst János, Vető Tamás stb.), szólistaként a nemzetközi élvonal és a magyar művészek legjava rendszeres meghívott. Az együttes szinte egész Európát bejárta, emellett a kilencvenes években nagy sikerrel mutatkozott be Tajvan, Szingapúr és Brazília közönsége előtt. Lemezei a Hungaroton mellett olasz, spanyol, német, dán, belga, angol és amerikai cégeknél jelentek meg.
A zenekar székháza a Szeged főterén, a Széchenyi téren álló, műemléki védettségű, klasszicista stílusban épült Zsótér-házban 2007-ben kialakított Korzó Zeneház, melynek nagytermében a zenekari próbákon túl kamarazenei koncerteket is rendeznek.

## Díjai, elismerései
- Dömötör-díj (2016) az évad legjobb művészeti teljesítményéért[2]